# 古賀紗理那
古賀紗理那（1996年5月21日—），日本佐賀縣神埼郡出身，日本女子排球運動員，前日本女排隊長，身高180公分，體重66公斤，司職主攻位置。配偶為日本國家男子排球隊球員西田有志。2024年巴黎奧運會結束後宣佈退役。

## 學生時期

### 大津町立大津中學校時期
初中時期就讀大津町立大津中學校。2011年8月，在3年級時參加全日本中學排球錦標賽，球隊獲得第3名，同時古賀獲選爲優秀選手。在同年12月，在JOC青少年奧林匹克杯（全國都道府縣對抗中學排球大賽）上，被選爲JOC·JVA杯和奧運會希望之星，此時古賀的名字開始傳播全日本。當時中學入學時身高爲166cm，畢業時已經長到180cm。

### 熊本信愛女學院高等學校
雖然因中學時期的表現而受到了全國的排球名校關注，但古賀還是選擇親姐姐曾就讀的排球名校熊本信愛女學院高等學校。古賀在該校在籍時擔任隊長。
2012年10月，高中1年級時被選爲亞洲青少年排球錦標賽的代表成員，在本次大賽中獲得了MVP和最佳得分手，爲日本隊的4連冠作出了巨大貢獻。
2013年1月，在全日本排球高等學校錦標賽上，帶領球隊進入四強，並獲得了優秀選手獎。
2013年4月，高中二年級時首次被選爲日本國家女子排球隊成員，同年5月參加歐洲遠征。2013年6月7日，在意大利4國對抗國際女子排球大賽（ALASSIO CUP2013）上替補出場，16歲時首次代表日本參賽。2013年7月28日-8月1日在福岡縣久留米市舉行的平成25年度全國高中綜合運動會上，熊本信愛女學院高中獲得亞軍，獲得了最佳6人及優秀選手獎。
2013年10月5日至12日，參加墨西哥的提華納和墨西卡利舉行的第一屆世界U23女子排球錦標賽，12名代表選手中以隊中最年輕的17歲當選。古賀在本次大賽的7場比賽中，作爲首發隊員參加了3場比賽，作爲進攻核心選手帶領了球隊。古賀獲得了最佳主攻手獎，爲日本隊進入前三名作出重大貢獻。
2014年6月，被選爲2020年夏季奧運會強化指定選手計劃Team CORE的8名成員之一。8月舉辦的全國高中綜合運動會排球比賽中，進入決賽，最終敗給大阪金蘭會高中。
在高中最後一場全日本排球高等學校錦標賽上，優先考慮高中隊伍，拒絕日本代表隊集訓的提議，但是古賀和包括正式隊員在內的4名隊員患上了流感，發生了不能參賽的意外事件，最終在第二輪比賽中敗給了擁有白井美沙紀的神奈川大和南高中，高中在讀的日本第一終究未能實現。

## 職業生涯
2015年1月23日，NEC紅火箭宣佈古賀為內定選手加盟球隊，正式展開職業生涯。2月15日，在V.LEAGUE常規賽中替補上場，職業生涯首度得分。總決賽與久光的比賽中，替補上場取得13分，為球隊時隔10年再次稱霸作出貢獻。
同年7月3日至26日，古賀被選為FIVB世界大獎賽代表隊成員之一，14場比賽中共參與10場，最終以第6名成績完成賽事。隨後亦被選爲2015年8月21日、8月22日至9月6日舉辦的世界盃2015選手之一，首次參加世界三大大賽。古賀在本次大賽中取得了最佳得分手第5名、最佳發球手第4名的好成績，並獲得最佳接球手獎（第1名），表現非常出色。
2016年3月13日，獲得2015/16 V.LEAGUE最優秀新人獎。
同年被選爲2016年5月13日、14日開始舉行的2016里約奧運會世界最終預選賽兼亞洲大陸預選賽的14名選擇之一。最終，球隊獲得里約熱內盧奧運會參賽資格。但是，古賀在里約熱內盧奧運會日本代表隊最終參賽名單中落選，錯過參與奧運的機會。
2016年9月3日至11日，在菲律賓比揚舉行的2016亞洲俱樂部女子錦標賽上，NEC紅火箭隊代表日本出戰。古賀在本次大賽的7場比賽中全部作爲首發隊員出戰，並獲得了MVP，爲球隊奪冠做出了巨大貢獻。
2017年3月24日，2016/17 V.LEAGUE AWARD上公佈了本賽季個人獎項，榮獲最佳選手獎（首次獲獎）和最佳6人獎。
2021年2月21日，公佈2020-21 V.LEAGUE DIVISION 1 WOMEN的個人獎，古賀被選爲最佳6人，而本賽季總得分、發球成功率皆處於隊內領先位置。
2021年6月30日，古賀被選爲2020年東京奧運會12名代表成員之一。7月25日，在東京奧運會預選賽第1局中，與肯尼亞隊的比賽第3局中腿部扭傷，在奧運會首場比賽中因傷退場。27日，預選賽進入第2天，古賀手持柺杖出現在賽場上。31日，在預選賽第4天，與韓國隊的比賽中，作爲主力隊員回到了賽場。
在2022年世界錦標賽中，第一輪與中國隊的比賽中，因扭傷再次傷退下場，第一輪餘下的兩場比賽中亦缺席。在第二輪第一場比賽中，在與比利時隊的比賽中失掉第1局後，從第2局開始上場，時隔3場比賽再次上場，成功扭轉了局面，並取得了11分，爲進軍8強做出了巨大貢獻。但是，仍然沒能恢復到最佳狀態，此後幾乎沒有參加比賽，除了第2輪與波多黎各隊的比賽中參加第3局外。儘管如此，作爲隊長在替補席上一直支撐隊友們，以8強淘汰結束賽事。
在2022-23賽季，皇后杯決賽中取得27分，爲奪冠作出貢獻並獲選為MVP。
在2023-24賽季，日本天皇杯全日本排球錦標賽上，爲NEC的連霸作出貢獻，並獲選為MVP，丈夫西田有志也在男子比賽中獲選為MVP，夫妻同時獲得了冠軍和MVP獎。在V1女子比賽中也取得冠軍，連續2個賽季獲得了雙冠王。繼上個賽季後再次獲得MVP。
2024年6月22日，在泰國舉辦的女子排球國家聯賽中，帶領球隊以局數3:2比數擊敗巴西隊，晉級決賽。23日，決賽與意大利的對決中以局數1:3落敗，日本隊取得亞軍，是次為日本隊時隔12年再次奪得大賽獎牌。古賀在此次賽事被選為最佳主攻手。
2024年7月9日，古賀在社交平台宣佈將於2024年巴黎奧運會結束後退役。8月7日，SV聯賽官方網站顯示古賀正式引退。8月16日，古賀舉辦引退記者會。10月12日，即將舉行的SV聯賽開幕戰上，在NEC紅火箭主場上將舉辦引退儀式。

## 球會
- 大津町立大津中學校 （页面存档备份，存于）
- 熊本信愛女學院高等學校
- NEC紅火箭（页面存档备份，存于）  （2015年-2024年）

## 獎項

### 個人
| 隊伍名義               | 比賽                              | 年份        | 獎項         |
| ---------------------- | --------------------------------- | ----------- | ------------ |
| 熊本縣                 | 全國都道府縣對抗中學大會          | 2011年      | JOC・JVA Cup |
| 熊本縣                 | 全國都道府縣對抗中學大會          | 2011年      | 奧運有望選手 |
| U17國家隊              | 第9屆亞洲青少年女排錦標賽         | 2012年      | MVP          |
| U17國家隊              | 第9屆亞洲青少年女排錦標賽         | 2012年      | 最佳得分球員 |
| 熊本信愛女學院高等學校 | 全日本排球高等學校錦標賽          | 2013年      | 最佳選手     |
| 熊本信愛女學院高等學校 | 全國高等學校綜合體育大會          | 2013年      | 最佳6人      |
| 熊本信愛女學院高等學校 | 全國高等學校綜合體育大會          | 2013年      | 優秀選手     |
| 熊本信愛女學院高等學校 | 全國高等學校綜合體育大會          | 2014年      | 最佳6人      |
| 熊本信愛女學院高等學校 | 全國高等學校綜合體育大會          | 2014年      | 優秀選手     |
| U23國家隊              | 第1回世界U23女子排球選手權        | 2013年      | 最佳主攻手   |
| NEC紅火箭              | 亞洲排球俱樂部錦標賽              | 2016年      | 最有價值球員 |
| NEC紅火箭              | V.LEAGUE                          | 2015-16賽季 | 最優秀新人賞 |
| NEC紅火箭              | V.LEAGUE                          | 2016-17賽季 | 最優秀選手賞 |
| NEC紅火箭              | V.LEAGUE                          | 2016-17賽季 | 最佳6人      |
| NEC紅火箭              | V.LEAGUE                          | 2020-21賽季 | 最佳6人      |
| NEC紅火箭              | V.LEAGUE                          | 2022-23賽季 | 最優秀選手賞 |
| NEC紅火箭              | V.LEAGUE                          | 2022-23賽季 | 最佳發球手   |
| NEC紅火箭              | V.LEAGUE                          | 2022-23賽季 | 最佳6人      |
| NEC紅火箭              | V.LEAGUE                          | 2023-24賽季 | 最優秀選手賞 |
| NEC紅火箭              | V.LEAGUE                          | 2023-24賽季 | 最佳6人      |
| NEC紅火箭              | 天皇杯·皇后杯全日本排球選手權大會 | 2022年      | 最有價值球員 |
| NEC紅火箭              | 天皇杯·皇后杯全日本排球選手權大會 | 2023年      | 最有價值球員 |
| 國家代表隊             | 世界女排聯賽                      | 2024年      | 最佳主攻手   |

### 團體

#### 高中
- 2013年 全國高等學校綜合體育大會 - 亞軍
- 2014年 全國高等學校綜合體育大會 - 亞軍

#### 國家隊
- 2012年 亞洲青少年女子排球錦標賽 -  冠軍
- 2013年 世界U23女子排球錦標賽 -  季軍
- 2014年 亞洲青年女子排球錦標賽 -  亞軍
- 2015年 瑞士蒙特勒排球大師賽 -  亞軍
- 2017年 亞洲女子排球錦標賽 -  冠軍
- 2024年 世界女排聯賽 -  亞軍

#### 俱樂部
| 俱樂部    | 比賽                              | 時間          | 獎項 |
| --------- | --------------------------------- | ------------- | ---- |
| NEC紅火箭 | V超級聯賽                         | 2014-2015賽季 | 金牌 |
| NEC紅火箭 | V超級聯賽                         | 2016-2017賽季 | 金牌 |
| NEC紅火箭 | V.LEAGUE DIVISION1 WOMEN          | 2020-2021賽季 | 銅牌 |
| NEC紅火箭 | V.LEAGUE DIVISION1 WOMEN          | 2022-2023賽季 | 金牌 |
| NEC紅火箭 | V.LEAGUE DIVISION1 WOMEN          | 2023-2024賽季 | 金牌 |
| NEC紅火箭 | 亞洲排球俱樂部錦標賽              | 2016          | 金牌 |
| NEC紅火箭 | 天皇杯·皇后杯全日本排球選手權大會 | 2015          | 銀牌 |
| NEC紅火箭 | 天皇杯·皇后杯全日本排球選手權大會 | 2022          | 金牌 |
| NEC紅火箭 | 天皇杯·皇后杯全日本排球選手權大會 | 2023          | 金牌 |

## 個人生活
- 2022年12月31日，在社交平台上宣布與日本男子排球運動員西田有志結婚[60]。